# Enzo Marciante
Enzo Marciante (Genova, 15 novembre 1946) è un fumettista, animatore e illustratore italiano.
Iniziò l'attività di fumettista già a scuola scrivendo e realizzando storie a fumetti per i compagni di scuola.

## Biografia
Nel 1969 esordì nel fumetto professionale pubblicando sul quotidiano genovese Il Corriere Mercantile la striscia Fox & Z.
Dal 1970 incominciò a scrivere la Storia di Genova, un lavoro in quattro volumi a fumetti, pubblicato da Sagep, che gli valse una Palma d'Argento al Salone dell'umorismo, a Bordighera.
In seguito oltre ai cicli di fiabe e documentari realizzati per diverse case editrici nazionali, pubblicò quattro episodi delle avventure del suo personaggio Pisquino da Volastra.
Nel 1974 uscì, sempre per i tipi di Sagep, Colombo Ammiraglio del Mare Oceano, una biografia a fumetti di Cristoforo Colombo con prefazione di Paolo Emilio Taviani, politico genovese e insigne studioso di Colombo.
Proseguendo nelle trasposizioni biografiche, Marciante realizzò il Milione di Marco Polo pubblicato da Mursia Editore. Inoltre collaborò con numerosi periodici per ragazzi: per Il Corriere dei Piccoli si possono ricordare le serie de "Il Mago Ignazio", "La Storia delle Invenzioni", "La Rivoluzione Francese"; per il settimanale "PIÙ", "L'Ispettore Bobop" e la "Fata Bertilla". Con TV Junior realizzò alcune avventure dell'Ape Maia.
Nel 1991 produsse numerose storie per "Tiramolla" (Ed. Vallardi).
Dal 1994 divenne autore multimediale e nel 1995, per la Rizzoli Multimedia pubblicò il suo primo cd-rom, "Leonardo Da Vinci e Il Segreto della Gioconda", un'animazione interattiva tratta dalla biografia a fumetti su Leonardo, realizzata in precedenza per il Corrierino. Da quel momento Marciante alterna l'attività di Cartoonist, cioè di autore di testi e disegni delle proprie opere a fumetti, a quella di illustratore e autore multimediale.
Nel 2004, su commissione dell'Autorità Portuale del Porto di Genova nel quadro delle celebrazioni del proprio centenario, progetta e realizza in 60 tavole a colori un volume sulla "Storia del Porto". Un'opera storicamente rigorosa, che abbraccia un arco di circa 2.600 anni, dalle prime tracce portuali ai giorni nostri, edita dalla De Ferrari editrice sotto il titolo "Caravana, Camalli, Anfore, Containers, Crociate e Crociere. La Storia del Porto di Genova".
Nel 2007 pubblica due graphic novels direttamente on line, presso l'editore on demand Lulu.com, realizzate nei due anni precedenti: "I Mille Live", 48 tavole a colori sull'Impresa Garibaldina di Sicilia, e "Atlantis, C'sir Principessa Shardana e la Cassa Nuziale trafugata", 70 coloratissime tavole di un romanzo d'avventura costruito sull'ipotesi delle Colonne d'Ercole al Canale di Sicilia e Atlantide sovrapposta alla Sardegna, ma soprattutto ambientato nel contesto della grande civiltà Nuragica Shardana, uno dei Popoli del Mare.